# Pezicula eucrita
Pezicula eucrita (P. Karst.) P. Karst. – gatunek grzybów z rodziny Dermateaceae.

## Systematyka i nazewnictwo
Pozycja w klasyfikacji według Index Fungorum: Pezicula, Dermateaceae, Helotiales, Leotiomycetidae, Leotiomycetes, Pezizomycotina, Ascomycota, Fungi.
Po raz pierwszy opisał go w 1869 r. Petter Adolf Karsten, nadając mu nazwę Peziza eucrita. W 1871 r. ten sam autor przeniósł go do rodzaju Pezicula. Pozostałe synonimy:
- Allophylaria eucrita (P. Karst.) P. Karst. 1871
- Belonidium eucritum (P. Karst.) Bres. ex Sacc. & D. Sacc. 1906
- Dermatea eucrita (P. Karst.) Rehm 1889
- Dermatella eucrita (P. Karst.) Sacc. 1889[2].

## Morfologia
Owocniki
Apotecja wyrastające pojedynczo lub po kilka (do 5) na zagłębionych w podłożu, ciemnobrązowych podkładkach, siedzące lub na krótkim trzonie. Tarczka owocnika okrągła, początkowo płaska, następnie wypukła, w stanie świeżym jasnożółta do cynamonowej, blado oprószona, w eksykatach cynamonowa do ciemnobrązowej, średnica 0,3–1,0(–1,3) mm. Dolna strona tej samej barwy lub ciemniejsza, białawo oprószona. Brzeg początkowo wzniesiony, potem ieregularnie rozdarty i ukryty.
Cechy mikroskopowe
Worki maczugowate do cylindryczno-maczugowatych, o wierzchołku zaokrąglonym, stożkowym lub ściętym, zwężające się stopniowo lub gwałtownie w trzonek o zmiennej długości, 75–120 × 14,5–18,5 µm, 4-zarodnikowe (4 normalne i 4 poronione askospory), czasami z 1–4 dodatkowymi, znacznie mniejszymi żywotnymi zarodnikami. Aparat apikalny w odczynniku Melzera amyloidalny lub nieamyloidalny, w świeżym materiale lekko czerwony, ale w eksykatach niebieski. Askospory nierównoboczne, wydłużone elipsoidalne, wrzecionowate lub szeroko sierpowate (Q = 4–5,1), proste lub zakrzywione, czasami w kształcie litery S, nieco spiczaste na końcach, początkowo bez przegród, cienkościenne i szkliste wypełnione zielonkawymi kropelkami oleju, o wymiarach średnio 26,7–33,0 × 5,8–6,9 µm, później z grubszymi i brązowymi ścianami, z 3–7(–8) przegrodami poprzecznymi, rzadko także przegrodami ukośnymi lub podłużnymi, które są ograniczone do komórek środkowych, a ściany są grubsze i brązowe. Uwolnione askospory mogą wytwarzać konidia bezpośrednio z drobnych otworów w ścianie zarodników lub z fialid, które tworzą się bezpośrednio po kiełkowaniu i czasami są oddzielne, ale przeważnie zintegrowane w krótkich konidioforach; askospory uwięzione w dysfunkcjonalnych workach mogą tworzyć strzępki, które penetrują wierzchołek worka i różnicują się w swobodnie odsłonięte, rozgałęzione konidiofory. Konidia maczugowate, zaokrąglone na wierzchołku, ścięte u wąskiej podstawy, szkliste, przeważnie 4–6,6 × 1–2 µm. Parafizy nitkowate, septowane, tępe, rozgałęzione, szkliste, o szerokości 1,5–2 µm z napęczniałą komórką wierzchołkową o średnicy do 6,5 µm, ściany żółtawe, gładkie lub delikatnie szorstkie.
Tworzy dwa rodzaje konidiomów. Powstają na nich mikrokonidia i makrokonidia o zróżnicowanych w zależności od typu konidiomu wielkościach.

## Zasięg występowania i siedlisko
Najwięcej stanowisk podano w Europie, poza nią w Ameryce Północnej i Rosji. W Polsce M.A. Chmiel w 2003 r. przytoczyła 5 stanowisk, w późniejszych latach podano następne.
Grzyb nadrzewny, saprotrof, w Polsce notowany na korze sosny. Rozwija się na niedawno obumarłej korze i łuskach szyszek drzew iglastych, w tym należących do rodzajów jodła, modrzew, sosna i świerk. Kowalski i Kehr (1992) wyizolowali ten gatunek jako endofit z 4% żywych gałęzi grabu pospolitego Carpinus betulus, ale owocniki na drzewach liściastych nie są znane.